# Białe róże
Białe róże, znana także pod tytułem Rozkwitały pąki białych róż – polska pieśń wojskowa i patriotyczna powstała około 1918 roku, napisana i utworzona przez Mieczysława Kozar-Słobódzkiego ze słowami Kazimierza Wroczyńskiego, Jana Lankaua i innych, anonimowych autorów.

## Tematyka
W utworze młoda, samotna dziewczyna rozpacza po utracie swego ukochanego Jasieńka, który poszedł na wojnę i nigdy nie wrócił do domu. Ktoś (najprawdopodobniej inny żołnierz) opisuje bohaterską śmierć Jasieńka i pociesza opuszczoną wdowę.

## Wykonania
Białe róże były wykonywane i nagrywane przez wielu artystów. Na płycie Nasza Niepodległa z 2008 roku znalazła się interpretacja Małgorzaty Kożuchowskiej, zaś w filmie 1920 Bitwa warszawska z 2011 roku zaprezentowała je Natasza Urbańska. Pieśń jest wykonywana podczas różnych uroczystości niepodległościowych.
Pieśń podczas Koncertu dla Niepodległej 10 listopada 2018 na Stadionie Narodowym w Warszawie dla 37000-nej publiczności wykonał zespół Mała Armia Janosika.